# نیو بریتین (کنتیکت)
نیو بریتین، کنتیکت (به انگلیسی: New Britain, Connecticut) یک شهر در ایالات متحده آمریکا است که در کنتیکت واقع شده‌است.

## خصوصیات
نیو بریتین ۳۴٫۷ کیلومترمربع مساحت و ۷۳٬۲۰۶ نفر جمعیت دارد و ۵۱ متر بالاتر از سطح دریا واقع شده‌است.

## خواهرخوانده
شهرهای راشتات، آتسوگی، کاناگاوا، Gmina Pułtusk، یانیتسا، Solarino و Priolo Gargallo خواهرخوانده‌های نیو بریتین، کنتیکت هستند.